# Mickey Spillane (misdadiger)
Michael (Mickey) Spillane (New York, 13 juli 1934 – aldaar, 13 mei 1977) was een Iers-Amerikaanse gangster uit Hell's Kitchen, New York. Spillane, die de last of the gentleman gangsters werd genoemd, contrasteerde hiermee fel met de gewelddadige Westiesbende. Hij zou door deze bende zijn doodgeschoten.

## Jonge jaren
Als jongen die opgroeide in Hell's Kitchen begon Spillane zijn carrière als loopjongen: hij haalde nummers op voor een illegale loterij, voor verschillende figuren uit de georganiseerde misdaad uit de buurt. In 1960 nam Mickey de teugels over van zijn voorganger Hughie Mulligan.
Hoewel Italiaanse gangsters de georganiseerde misdaad in de stad domineerden, waren Ierse straatbendes al lang actief in Hell's Kitchen. De Italianen stonden Spillane toe te opereren op de West Side zolang zij hun deel kregen. Als vergelding voor hun vijandige overname ontvoerde Spillane leden van de Italiaanse maffia en hield hij hen vast in ruil voor losgeld. Hoewel hij zwendelpraktijken leidde als het opzetten van illegale gokcircuits, hij dienstdeed als woekeraar en beschermingsgeld inde, was hij tegen de verkoop van drugs in zijn buurt en stond deze niet toe.

## Rivaliteit tussen Spillane-Coonan en de misdaadfamilie Gambino
In 1966 trachtte de jonge parvenu Jimmy Coonan de buurt van Mickey over te nemen. Coonan wrong zich in zijn territorium binnen en vermoordde een van Spillanes ondergeschikten. Uiteindelijk werd Coonan in 1967 naar de gevangenis gestuurd. Toen Coonan vrijkwam, sloot hij zich aan bij de Italiaanse misdaadfamilie Gambino via Roy DeMeo, een capo uit Brooklyn.
In de jaren zeventig zag de Ierse bende een toenemende dreiging van de misdaadfamilie Genovese uitgaan (die net als de Gambino's tot de Five Families behoorde) toen Fat Tony Salerno de controle wilde over het te bouwen Jacob K. Javits Convention Center. Daar dit conferentiecentrum op de West Side werd gebouwd, werd Spillane bedreigd door een vijandige overname van zijn gebied door de Italianen. Hij duldde die Italiaanse inmenging niet en slaagde erin hen op afstand te houden. De Italiaanse familie reageerde hierop door de Iers-Amerikaanse huurmoordenaar Joseph "Mad Dog" Sullivan in te zetten om drie van Spillanes hoofdluitenants, Tom Devaney, Eddie "the Butcher" Cummiskey en Tom "the Greek" Kapatos, te vermoorden. Door het verlies van enkele van zijn beste mannen werd Spillanes positie ernstig verzwakt, en begin jaren zeventig liet hij zijn familie uit veiligheidsoverwegingen verhuizen van Hell's Kitchen naar Woodside.
Op 13 mei 1977 werd Mickey Spillane voor zijn huis in Woodside vermoord. Het gerucht ging dat Roy DeMeo Spillane had omgebracht om Jimmy Coonan een gunst te bewijzen, die na Spillanes dood de leiding van de Ierse bende in Hell's Kitchen overnam.
Spillane heeft geen enkele relatie met de auteur Mickey Spillane of de bokser Michael Spillane. Hij was de vader van acteur Robert Spillane.